# Kontrreformacja w Polsce

Sytuacja wyznaniowa w I Rzeczypospolitej 1573

Sytuacja wyznaniowa w I Rzeczypospolitej 1750

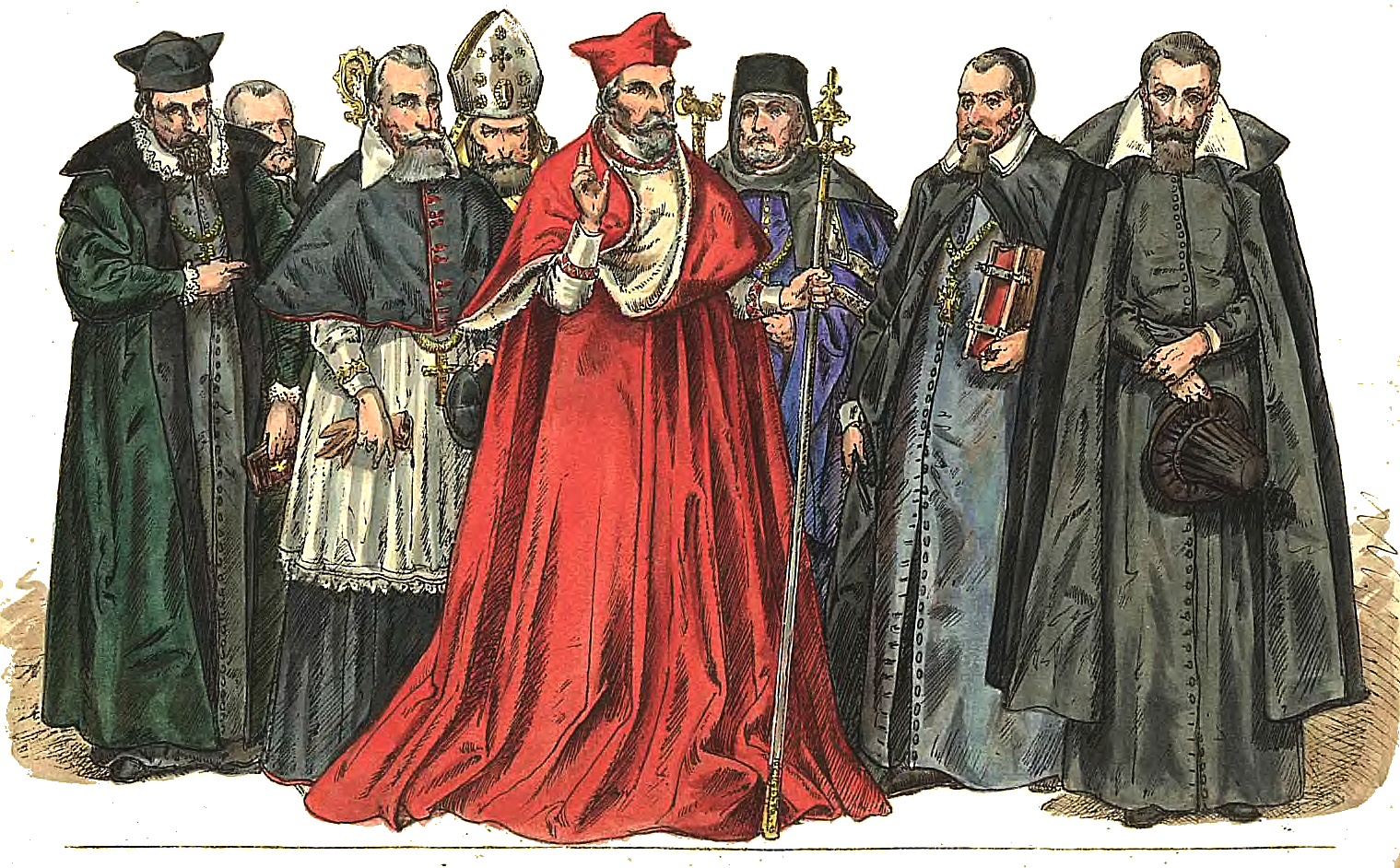
Duchowieństwo polskie 1588–1632

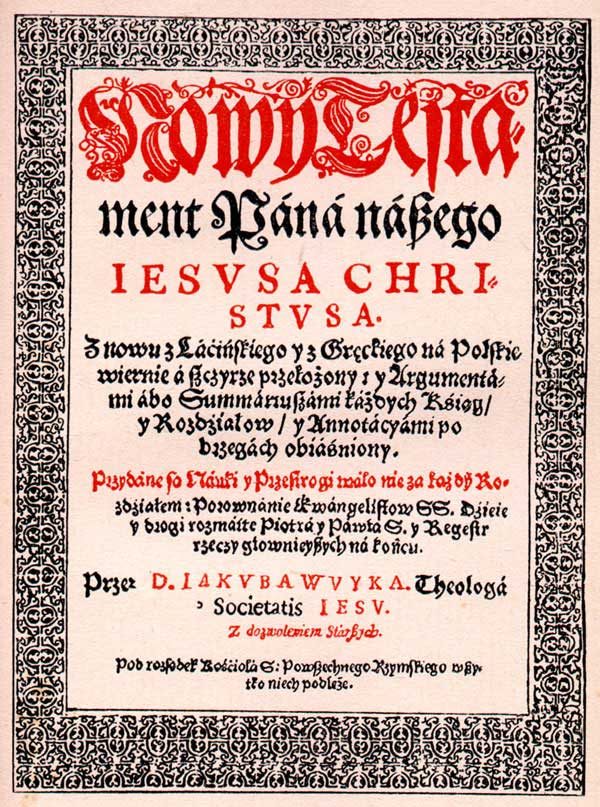
Biblia Jakuba Wujka, katolicka odpowiedź na protestanckie przekłady Pisma Świętego na język polski

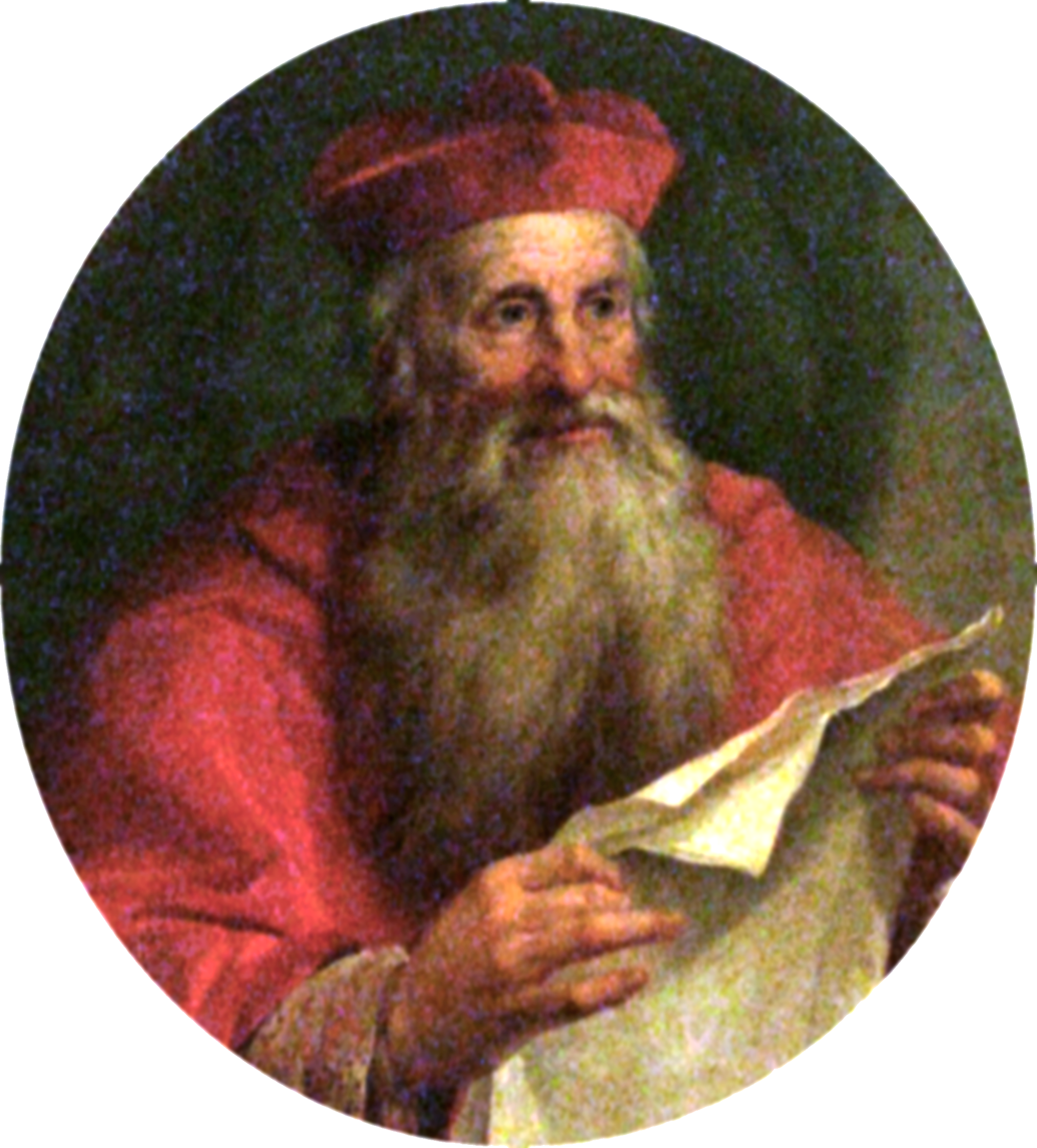
kardynał Stanisław Hozjusz, przywódca obozu polskiej kontrreformacji

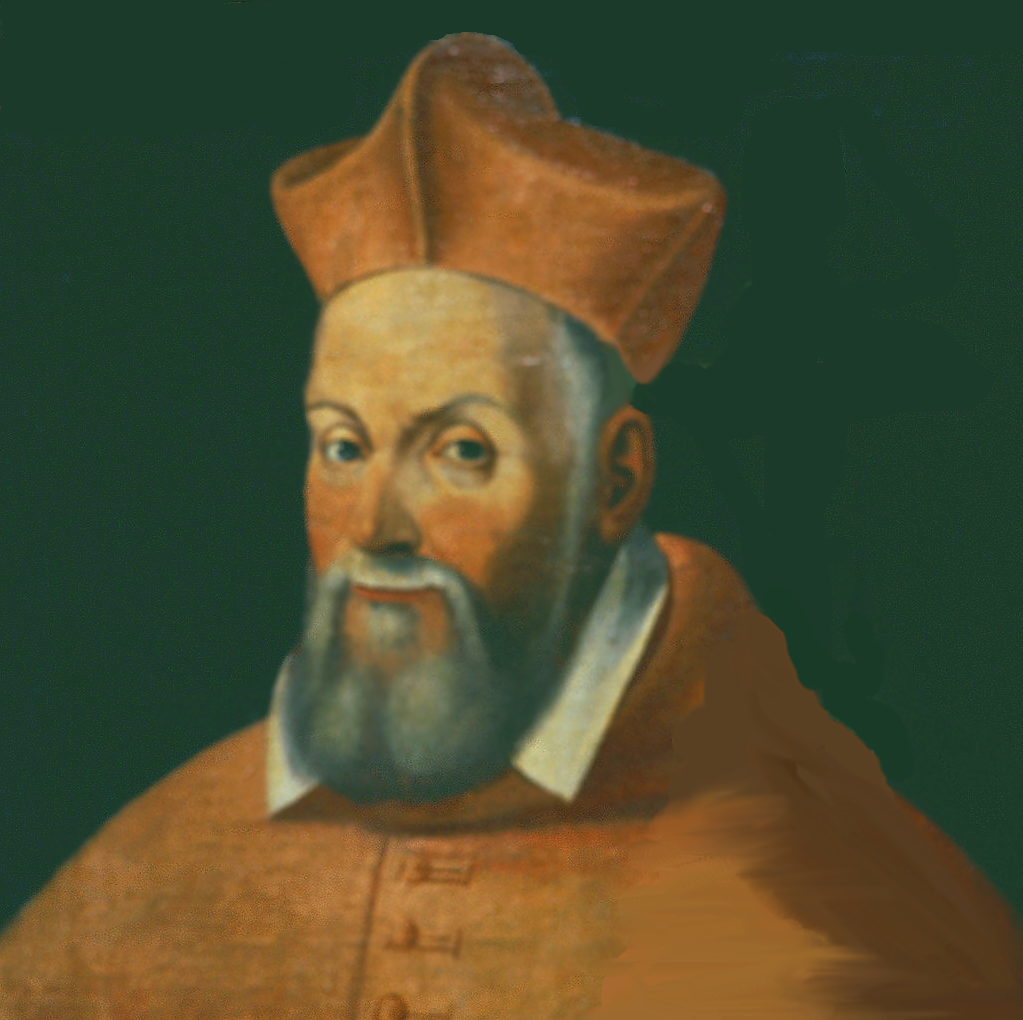
nuncjusz Giovanni Francesco Commendone odwiódł króla Zygmunta II Augusta od idei utworzenia w Polsce kościoła narodowego

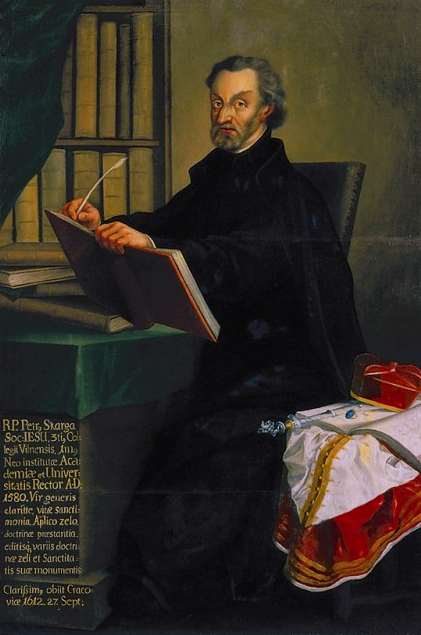
Piotr Skarga pierwszy rektor Akademii Wileńskiej, będącej ośrodkiem kontrreformacji

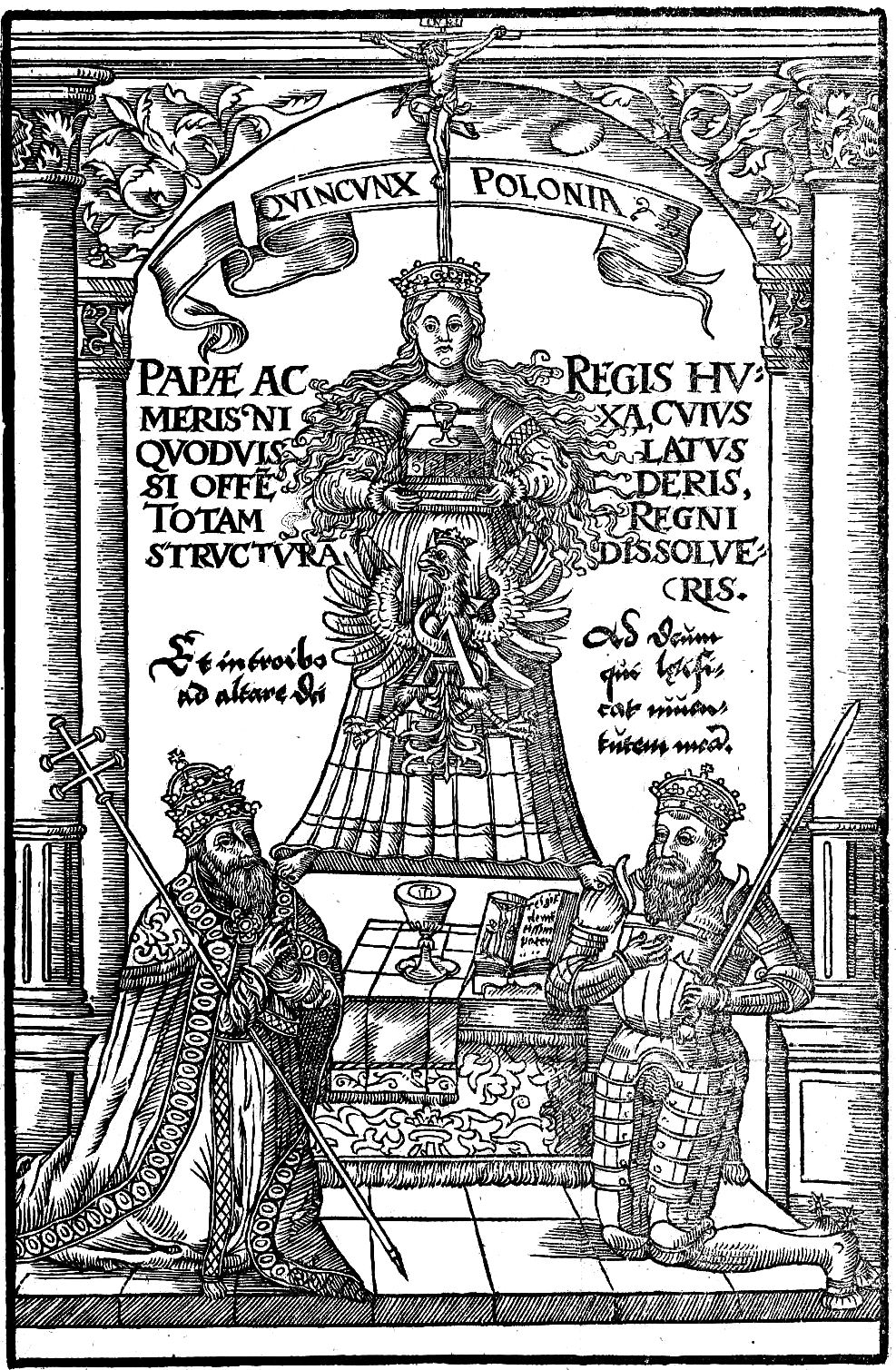
Symboliczne przedstawienie koncepcji ustroju Królestwa Polskiego z dzieła Stanisława Orzechowskiego Quincunx z 1564

Kontrreformacja w Polsce – działania podjęte przez Kościół rzymskokatolicki w I Rzeczypospolitej i poparte przez polskich monarchów, w reakcji na wystąpienie reformacji na ziemiach polskich. Była częścią kontrreformacji przeprowadzanej w Europie Zachodniej, jednak jej polską specyfiką był stosunkowo niski poziom represji wobec innowierców, uwarunkowany wiekową tradycją tolerancji w wielowyznaniowym i wieloetnicznym państwie polsko-litewskim.
Trwała od połowy XVI wieku do połowy wieku XVIII.
To sprawiało, że Rzeczpospolita była ewenementem na tle innych ówczesnych państw europejskich, pogrążonych w długotrwałych wojnach religijnych. Współczesna historiografia nazywa Rzeczpospolitą Obojga Narodów państwem bez stosów. Zdawano sobie sprawę, że wprowadzenie represyjnej kontrreformacji na wzór zachodnioeuropejski grozi wewnętrznym rozpadem wielowyznaniowego państwa, co mogą wykorzystać sąsiednie kraje. Tym niemniej w Rzeczypospolitej represje i szykany wobec innowierców z różnym nasileniem trwały aż do I rozbioru Polski.

## Uwarunkowania kontrreformacji
Kiedy reformacja pojawiła się w Rzeczypospolitej w latach 20. i 30. XVI w. Kościół katolicki był poważnie osłabiony wewnętrznymi sporami i brakiem dyscypliny wśród duchownych i zakonników. Z tego względu początkowo kontrreformacja koncentrowała się na licznych dysputach teologicznych z innowiercami, które jednak z reguły nie prowadziły do przekonania żadnej ze stron, a nierzadko sprzyjały rozpowszechnianiu protestantyzmu.
Król Zygmunt II August wraz z Senatem przyjął z rąk nuncjusza Giovanniego Francesca Commendonego księgę ustaw soboru trydenckiego na sejmie w Parczewie 7 sierpnia 1564 roku.
Z drugiej strony atutem katolicyzmu w Rzeczypospolitej było ograniczone poparcie społeczeństwa dla reformacji, która większe wpływy zdobyła tylko w zamieszkanych przez niemieckie mieszczaństwo większych miastach Prus Królewskich, w Prusach Książęcych, Inflantach, Księstwie Kurlandii i Semigalii, wśród średniej szlachty zamieszkałej w województwie sandomierskim i lubelskim oraz na pograniczu województwa wileńskiego i Księstwa Żmudzkiego. Z reguły reformacja cieszyła się tylko poparciem części magnatów, mieszczaństwa i drobnej szlachty. Od początku reformacja cierpiała na brak szerokiego poparcia i odpowiednich funduszy, ponieważ magnaci chętnie konfiskowali (na ograniczoną skalę) majątki Kościoła, jednak niezbyt chętnie wspomagali pastorów (szlachta była bardzo niechętna do finansowego wspierania reformacji, brakowało funduszy nawet na wydrukowanie tak podstawowych dzieł jak Biblia brzeska lub Biblia nieświeska). Podczas gdy katolicyzm zachował praktycznie nienaruszony swój stan posiadania, polska reformacja nigdy nie miała dostatecznych sił i środków ze względu na chwiejność, przeważnie bardzo płytkie zaangażowanie i bierność szlachty i magnaterii.
Kolejną słabością polskiej reformacji, było jej utożsamienie (w ciągu XVII w. i XVIII w.) z interesami sił obcych i wrogich Polsce. J. Tazbir stwierdził: Propaganda kontrreformacyjna w Polsce powoływała się na szykanowanie katolików w Prusach Książęcych czy Anglii, domagając się uszczuplenia praw rodzimych dysydentów. Ci więc oglądali się na pomoc swoich zagranicznych współwyznawców, co z kolei dawało asumpt do generalizującego oskarżania ich o antypolskie knowania, chęć wszczęcia wojny domowej i ściągnięcia obcej interwencji zbrojnej. To wzmagało poczucie wyobcowania i strach podejrzewanych, popychając ich do tego, co im zarzucano. Sytuacja geopolityczna Polski, otoczonej głównie przez kraje niekatolickie, napędzała takie błędne koło.
Byli więc polscy protestanci w sytuacji bez wyjścia; broniąc się przed represjami, byli automatycznie oskarżani o zdradę. Przykładem takiej sytuacji są losy Jerzego Niemirycza – magnata należącego do braci polskich.
Na Ukrainie działania kontrreformacji wobec prawosławia (w tym narzucenie Kościoła unickiego), doprowadziły do wybuchu powstania Chmielnickiego, co skrzętnie wykorzystała Rosja, traktując obronę prawosławia jako wygodny pretekst do rozpoczęcia wojny polsko-rosyjskiej (1654–1667).
Polską kontrreformację charakteryzowała ewolucja od dialogu z protestantami w wieku XVI, przez nasilanie różnych form represji w XVII w., aż do całkowitego odrzucenia i zmarginalizowania innowierców w wieku XVIII. Janusz Tazbir stwierdził: Dysydentów zaczęto więc stawiać poza wspólnotą narodową jako obcych, wyłamujących się z polskiej, czyli katolickiej tradycji historycznej.

## Formy represji przeciwko innowiercom
Metodami eliminacji innowierców i ograniczenia ich działalności przez Kościół katolicki były między innymi literatura polemiczna, przejęcie szkolnictwa przez zakony, głównie jezuitów i pijarów, działania propagandowe, np. obwinianie innowierców o złe zdarzenia, np. klęski żywiołowe oraz porażki polityczne i militarne, utożsamianie polskości z katolicyzmem, a „herezji” z interesami krajów obcych. Wywierano również naciski polityczne, dyplomatyczne (głównie za pośrednictwem katolickich magnatów oraz nuncjusza papieskiego) i prawne (w XVII w. częste było wytaczanie procesów protestanckiej szlachcie, oskarżanej o szerzenie herezji, wykorzystywano też Sejm do zakazywania działalności np. braci polskich. Chociaż wyroki przeciwko bogatej szlachcie rzadko mogły być wykonane, to jednak skutkowały społecznym napiętnowaniem skazanych). Dochodziło również do procesów ze względów religijnych w których oskarżeni innowiercy byli skazywani na śmierć i zabijani oraz tumultów i napaści urządzanych przez tłum podburzany przez duchownych.
Brückner nazwał polską reformację „słomianym ogniem”, który wprawdzie szybko rozprzestrzenił się i wydał wielu wybitnych działaczy (szczególnie wśród braci polskich), jednak równie szybko zanikł, nie mając szerokiego społecznego poparcia ani środków finansowych. Z tego względu Kościół katolicki w Polsce nie sięgał po tak brutalne środki, po jakie sięgał w krajach zachodniej Europy. Do wyjątków należało skazanie na śmierć przez trybunał inkwizycyjny, powołany przez biskupa wrocławskiego Henryka z Wierzbna, i spalenie 50 waldensów w roku 1315 w Świdnicy, Wrocławiu i Nysie, spalenie około 250 „czarownic” w księstwie nyskim w latach 1622–1684 czy spalenie w roku 1656 przez wojska polskie w trakcie potopu szwedzkiego prywatnego miasta szlacheckiego Leszna zamieszkałego przez większość protestancką (w tym dużą wspólnotę braci czeskich) za wpuszczenie do miasta Szwedów.

### Przemoc
W Rzeczypospolitej zdarzały się przypadki palenia innowierców na stosach na skutek wyroków sądów biskupich przeciwko „heretykom” i „apostatom”. W 1539 roku w Krakowie za przejście na judaizm z wyroku biskupa Gamrata została ścięta Katarzyna Weiglowa. W 1611 roku na śmierć zostali skazani i straceni: członek wspólnoty braci polskich Jan (Iwan) Tyszkowic za „herezję” oraz kalwinista Franco de Franco za „bluźnierstwo”. W roku 1663 za rzekomą obrazę Matki Bożej został spalony na stosie krakowski żyd Matatiasz Calahora. Po spaleniu ciała popioły nabito w armatę i wystrzelono. W 1689 roku został ścięty podsędek Kazimierz Łyszczyński, któremu zarzucono ateizm. W roku 1716 w Dubnie została spalona na stosie Maryna Syrowajec z Witebska, która po śmierci męża postanowiła przejść na judaizm, a niezamężna Maryna Wojciechowna z Mielca za przyjęcie judaizmu mimo późniejszej decyzji o powrocie do chrześcijaństwa została ścięta a jej ciało zostało spalone.
W Rzeczypospolitej zdarzały się również przypadki napaści, zabójstw, niszczenia mienia i pogromów innowierców. Najczęściej takich czynów dopuszczał się tłum, podburzony przez miejscowy kler katolicki lub zakonników. Przykładem takich zdarzeń był tumult krakowski 1574 podczas którego zabito dwóch ewangelików, usiłowanie zabójstwa Socyna w Krakowie w dniu 30 kwietnia 1598, zburzenie zboru braci polskich w Krakowie podczas rozruchów antyprotestanckich w maju 1591 czy zabójstwo ministra Marcina Tertuliana oraz towarzyszące mu zburzenie zboru kalwińskiego w Wilnie w dniach 2 i 3 lipca 1611 roku. W latach 20. XVII wieku kolejne pogromy zburzyły wiele zborów protestanckich np. kalwiński i braci polskich w Lublinie – trzy dni po rozruchach sejm zakazał ich odbudowy. W roku 1616 po kilkakrotnych napaściach, w końcu tłumy podburzone przez jezuitów doszczętnie zniszczyły budynki obu poznańskich zborów protestanckich, a na ich gruzach zbudowano katolicki kościół św. Józefa i klasztor karmelitów bosych – nowy kościół luterański Świętego Krzyża został wyświęcony dopiero w roku 1786. Dochodziło również do przypadków napadów młodzieży katolickiej i plebsu na cmentarze i kondukty pogrzebowe ewangelików, połączone nierzadko z profanacją zwłok. Pierwszym z całego szeregu takich wydarzeń był tumult cmentarny w 1575 roku w Krakowie.
W porównaniu z masowymi zabójstwami w Europie Zachodniej były to przypadki nieliczne. Kościół katolicki odwołując się do prawa kanonicznego większość z wymienionych osób uznawał za katolików. Znacznie większa liczba innowierców została zmuszona do opuszczenia swoich miejsc zamieszkania na skutek zagrożenia wyrokami ze strony sądów biskupich. Uciekali oni przede wszystkim do luterańskich Prus Książęcych, gdzie powstała np. liczna wspólnota braci polskich.
Miały także miejsce rozruchy antykatolickie np. Tumult w Gdańsku w 1525 r. w wyniku którego ścięto 14 zwolenników przyjęcia luteranizmu oraz w Rydze, gdzie miejscowi protestanci w trakcie „rozruchów kalendarzowych” wynikłych z wprowadzenia kalendarza gregoriańskiego stracili w 1586 roku wójta Testiusza i syndyka Wellinga, którzy wspierali katolików. W 1724 roku na skutek Tumultu toruńskiego zakończonego zdemolowaniem kolegium jezuitów skazano na śmierć 11 protestantów w tym 2 burmistrzów co wywołało oburzenie poza granicami kraju i kryzys dyplomatyczny. Jeśli sprawcami byli katolicy najczęściej unikali oni odpowiedzialności choć podczas Tumultu krakowskiego 1574 ścięto pięciu plebejuszy uczestniczących w zajściach. Jednakże podobne ekscesy były stosunkowo rzadkie, a ich ofiary nie przekraczały kilkunastu zabitych. Kontrreformacja w Polsce nie stosowała aż tak drastycznych metod, jakie stosowane były w Europie Zachodniej wobec protestantów (np. w Hiszpanii czy we Francji).

### Działania prawne
Pierwszym aktem prawnym, zakazującym rozpowszechniania reformacji w Polsce był edykt toruński z 3 maja 1520. Następnie Kościół rzymskokatolicki podejmował szereg działań, które miały na celu ograniczenie wolności wyznaniowej w Rzeczypospolitej. Przykładem takiej formy represji przeciwko polskim innowiercom jest zamknięcie wszystkich instytucji braci polskich w Rakowie (w tym słynnej Akademii Rakowskiej) na mocy uchwały sejmowej z kwietnia 1638. Nastąpiło to m.in. na skutek działań biskupa krakowskiego Jakuba Zadzika, który wykorzystał rzekome zniszczenie przydrożnego krzyża przez uczniów Akademii.
Wyjątkowy w historii Polski jest fakt wygnania z Rzeczypospolitej w przeciągu trzech lat wszystkich braci polskich na mocy kolejnej uchwały sejmowej z 1658. Okres ten przeznaczony na wyprzedaż majątków, skrócono do dwóch lat, a po tym czasie mieli oni być karani śmiercią. Najprawdopodobniej niezastosowanie banicji wobec polskich luteranów i kalwinistów wynikało z poparcia, jakim te grupy cieszyły się w krajach sąsiednich.
Konfederacja warszawska bardzo często nie była przestrzegana, m.in. z powodu nieuchwalenia przez Sejm przepisów wykonawczych.
Po zakończeniu potopu szwedzkiego innowierców dosięgły represje za ich współpracę z protestanckim najeźdźcą (pogromy, zabójstwa, spalenie Leszna). Pomijany był przy tym fakt podobnej kolaboracji ze strony części katolików. Protestanci masowo opuszczali Rzeczpospolitą, np. większość litewskich kalwinistów przeniosła się do Prus Książęcych.
W 1668 Sejm wprowadził karę śmierci za odstępstwo od katolicyzmu, zaś w roku 1673 obywatelstwo i nobilitację przyznał wyłącznie katolikom. Dopiero w roku 1791 Konstytucja 3 maja karę śmierci zastąpiła karą ekskomuniki jednocześnie jednak nadając religii katolickiej status religii państwowej. Wykluczenie w 1712 protestantów z Senatu, a w 1734 – wykluczenie z Sejmu, sprowokowało interwencję Prus i Rosji pod hasłem „obrony praw innowierców”.

## Wpływ kontrreformacji
Polska kontrreformacja umocniła Kościół katolicki (także na Litwie), przyczyniła się do podwyższenia wykształcenia duchownych. Zaczęto rozwijać katolickie szkoły, które poziomem nauczania musiały konkurować ze szkołami innowierczymi. Rozwinęła się także literatura katolicka w języku polskim, która początkowo czerpała wzorce z dzieł protestanckich. Kontrreformacja ukształtowała także stereotyp Polaka jako przede wszystkim katolika.
Negatywnym skutkiem kontrreformacji było zniszczenie protestanckich środowisk twórczych (np. braci polskich), rozwój ksenofobii, blokowanie ewolucji ustroju państwa i jego modernizacji. Wprowadzenie cenzury kościelnej spowodowało praktycznie odcięcie Polski od twórczych prądów i idei płynących z Zachodu i w dużym stopniu przyczyniło się do obniżenia poziomu życia umysłowego i kulturalnego w XVII wieku i pierwszej połowie XVIII wieku.

## Kalendarium kontrreformacji w Polsce
| Rok             | Wydarzenie |
| --------------- | --- |
| lata 20. XVI w. | Luteranizm znalazł zwolenników głównie wśród mieszczaństwa w miastach Prus Królewskich oraz na pograniczu wielkopolskim. |
| 1520            | Zygmunt I Stary wydał edykt toruński – pierwszy z licznych zakazów przyjmowania „nowinek religijnych”. |
| 1525–1526       | W Gdańsku luteranizm został oficjalną religią, lecz wkrótce miasto zostało spacyfikowane przez króla Zygmunta Starego, który wprowadził zakaz odstępstwa od katolicyzmu pod karą śmierci. |
| ok. 1540        | Kalwinizm dotarł na ziemie polskie. |
| 1562            | Z kalwinizmu wyłonił się ruch braci polskich (potocznie zwanych „arianami”). |
| 1564            | W Braniewie powstało pierwsze w Rzeczypospolitej kolegium jezuickie. W następnych latach liczba prowadzonych przez jezuitów szkół średnich szybko rosła, osiągając w połowie XVII w. liczbę 50 placówek. |
| 1577            | Synod piotrkowski przyjął postanowienia Soboru trydenckiego |
| 1589            | Synod prowincjonalny piotrkowski 1589 roku wystąpił przeciw zapisom konfederacji warszawskiej z 1573 roku, kończąc prawną równość innowierców w Rzeczypospolitej Obojga Narodów. Oprócz tego w zapiskach z synodu znajdują się zalecenia burzenia synagog oraz świątyń protestanckich, zaboru mienia niekatolickiego oraz wdrożenia wielu przywilejów dla kleru katolickiego. |
| 1596            | Na mocy unii brzeskiej większość wyznawców prawosławia w Rzeczypospolitej została podporządkowana Kościołowi rzymskokatolickiemu – powstaje Kościół unicki. Przeciwko unii opowiadają się zakony i magnaci prawosławni, co powoduje wybuch konfliktu i ingerencje Rosji. |
| XVII w.         | Zygmunt III Waza przestał respektować postanowienia konfederacji warszawskiej i nasilił kontrreformację. Pod koniec tego stulecia w Rzeczypospolitej zaniknęły ostatnie tajne wspólnoty braci polskich. Protestantyzm przestał być liczącym się nurtem w życiu kraju. |
| 1603            | Pierwsza w Rzeczypospolitej publikacja Indeksu ksiąg zakazanych. |
| 1638            | Sejm nakazał zamknięcie wszystkich instytucji braci polskich w Rakowie, w tym Akademii Rakowskiej. |
| 1654            | 6 kwietnia tego roku król Jan Kazimierz podpisał dekret nakazujący wygnanie z Rzeczypospolitej wszystkich cudzoziemców-innowierców. |
| 1656            | Spalenie protestanckiego Leszna w odwecie za wpuszczenie Szwedów do miasta podczas Potopu. Protestanci masowo opuścili Rzeczpospolitą. Kalwinizm zaniknął na wschodnich terenach kraju. |
| 1658            | Sejm skazał braci polskich na wygnanie z Rzeczypospolitej. |
| 1668            | Sejm wprowadził zakaz odstępstwa od katolicyzmu pod karą śmierci. |
| 1712            | Wykluczenie protestantów z Senatu. |
| 1717            | Sejm zakazał odprawiania publicznych nabożeństw protestanckich oraz budowania zborów. |
| 1724            | Tumult religijny w Toruniu, podczas którego doszło do splądrowania kolegium jezuickiego przez luteranów. Skazanie na śmierć uczestników zamieszek wywołało falę oskarżeń Rzeczypospolitej przez państwa protestanckie o fanatyzm religijny. |
| 1734            | Wykluczenie protestantów z Sejmu. |